# Le Mariage de César
Le Mariage de César est une nouvelle de Marcel Aymé, parue dans Marianne en 1932.

## Historique
Le Mariage de César est une nouvelle de Marcel Aymé, parue dans Marianne n° 1, le 26 octobre 1932.

## Résumé
Où César, bougnat de son métier et puceau, devient, après son mariage avec Roseline, une enfant bien distinguée, tenancier de maison close...